# Pachytriton granulosus
Pachytriton granulosus is een salamander uit de familie echte salamanders (Salamandridae). De soort behoorde vroeger tot het geslacht Pingia en droeg de soortaanduiding granulosa. Tegenwoordig is het de enige soort uit het monotypische geslacht Pachytriton. De soort werd voor het eerst wetenschappelijk beschreven door Mangven L. Y. Chang in 1933. Later werd de wetenschappelijke naam Pingia granulosa gebruikt. De soort moet niet verward worden met Taricha granulosa, die dezelfde soortaanduiding draagt.
De salamander is maar van één locatie bekend; een berggebied in de Chinese provincie Zhejiang. Over de biologie en levenswijze is vrijwel niets bekend.